# Final Fight Championship
Final Fight Championship је кик бокс и MMA промотивна организација.

## Правила
- меч траје 3 рунди, од по 3 минута.